# Bislau
Bislau  ist ein osttimoresisches Dorf in der Gemeinde Aileu.

## Geographie
Der Ort Bislau gehört zur Aldeia Bessilau (Suco Aissirimou, Verwaltungsamt Aileu) und liegt in einer Meereshöhe von 1296 m. Den Norden, jenseits der Überlandstraße von der Gemeindehauptstadt Aileu zur Landeshauptstadt Dili, nimmt der Ort Turiscai ein und ist Teil des Sucos Madabeno. Östlich liegen der Ort Airea und an der Überlandstraße die Dörfer Berleu Ulu und Aikado. Hier verläuft die Straße einige Meter von der Grenze entfernt, weiter innerhalb von Madabeno. Etwa einen Kilometer westlich von Bislau liegt das größere Dorf Manahalu, in dem es eine Kapelle, ein kleines Hospital und eine Grundschule gibt.